# Чалъково
Чалъково (на гръцки: Τσαλίκοβο, Цаликово) е бивше село в Гърция, на територията на дем Делта, област Централна Македония.

## География
Руините на селото са разположени в областта Вардария на 3 километра югоизточно от град Кулакия (Халастра) на територията на парка „Делта на Вардар-Колудей-Бистрица“.

## История

### В Османската империя
В XIX век Чалъково е малък турски чифлик. В 1880 година е между двата ръкава на Вардар - Голям и Малък Вардар.
Александър Синве („Les Grecs de l’Empire Ottoman. Etude Statistique et Ethnographique“) в 1878 година пише, че в Чаликовон (Tchalikovon), Камбанийска епархия, живеят 192 гърци. В „Етнография на вилаетите Адрианопол, Монастир и Салоника“, издадена в Константинопол в 1878 година и отразяваща статистиката на населението от 1873 Чаликово (Tchalicovo) е показано като село с 26 домакинства и 115 жители българи. Според Васил Кънчов („Македония. Етнография и статистика“) в 1900 година в Чалъково живеят 200 българи християни. Цялото село е под върховенството на Цариградската патриаршия. По данни на секретаря на Българската екзархия Димитър Мишев („La Macédoine et sa Population Chrétienne“) в 1905 година в Чаликово (Tsalikovo) има 128 жители българи патриаршисти гъркомани и работи гръцко училище.
В 1905 година според гръцки данни Чалъково има 68 жители, славофони патриаршисти.
В 1906 година Чалъково е напълно унищожено от голямото наводнение на Вардар. През юни 1906 година Димитриос Сарос, който минава през района пише, че славофонното гръцко село е заличено от водите на Вардар, като са останали само църквата и близкото малко училище.

### В Гърция
През Балканската война селото е окупирано от гръцки части и остава в Гърция след Междусъюзническата война в 1913 година. Селото не е възстановено. Запазена е единствено църквата „Свети Димитър“ – трикорабна базилика от 1858 година. В 1983 година църквата е обявена за защитен паметник.